# Torneo Nacional de Clubes 2005
El Torneo Nacional de Clubes de 2005, también llamado "Torneo Nacional de Clubes - Zona Campeonato"  fue la duodécima edición del torneo organizado por la Unión Argentina de Rugby que reúne a los mejores clubes de la URBA y de los distintos torneos regionales del interior del país. Se llevó a cabo entre el 9 de abril y el 26 de noviembre de 2005.
A partir de esta temporada, la Unión Argentina de Rugby implementó una serie de cambios muy importantes en el torneo: la cantidad de equipos participantes aumentó de 16 a 24 y por primera vez pasó a disputarse en ventanas intercaladas a lo largo de toda la temporada, en lugar de disputarse tras la conclusión de los torneos regionales. Estos cambios tuvieron como objetivo jerarquizar y regularizar la competencia nacional, además de fortalecer el perfil del torneo y de los torneos regionales.
La final del torneo fue entre Hindú y San Luis de La Plata, ambos clubes de la URBA, y se disputó en las instalaciones del Arelauquen Country & Golf Club en San Carlos de Bariloche como sede neutral, con el objetivo de fomentar el deporte en la región. El Elefante se consagró campeón al derrotar al club platense por 17 a 13, consiguiendo así su cuarto título. El ganador de este torneo enfrentó en marzo de 2006 al campeón de la liga italiana, Calvisano, por la nueva Copa Intercontinental disputada en Roma.

## Nuevo formato
La serie de cambios introducida por la Unión Argentina de Rugby tuvo como objetivo jerarquizar el campeonato nacional y los torneos clasificatorios, teniendo un considerable impacto en el sistema de competencias de clubes en la Argentina:
- La cantidad de participantes aumentó de 16 a 24, con cuatro plazas más para el Torneo de la URBA y cuatro más para los "equipos del interior".
- Por primera vez, el torneo se disputó en ventanas intercaladas a lo largo de varios meses, en lugar de disputarse tras la conclusión de los torneos regionales. Esto se hizo con el objetivo de extender la competencia de alto nivel a lo largo de la temporada y aumentar el perfil de los torneos regionales. Debido a este cambio, los equipos clasificaron a esta temporada de acuerdo a su desempeño en los torneo de la temporada anterior.
- Debido a este nuevo formato de competición, el Torneo del Interior se dejó de disputar, con los equipos clasificando de los torneos regionales al Torneo Nacional de forma directa.
- Para mantener la competencia nacional entre los equipos del interior que no hubiesen clasificado al nuevo Torneo Nacional, la UAR decidió reintroducir el Torneo Nacional de Clubes B (o Zona Ascenso), un campeonato de 28 equipos sin participantes de la URBA y con una etapa clasificatoria que permitiese la clasificación al torneo principal.
- Los equipos clasificados que desertaran el campeonato serían excluidos de participar por dos temporadas.

## Sistema de disputa
Etapa Clasificatoria
Durante la etapa clasificatoria, doce equipos fueron divididos en tres llaves geográficas (Norte, Centro y Sur), las cuales se resolvieron a eliminación directa en semifinales y final. Los ganadores de cada zona clasificaron a la fase de grupos, mientras que los demás equipos continuaron su campaña en la fase de grupo del Nacional de Clubes B.
Fase de grupos
La fase de grupos estuvo compuesto por 24 equipos, 21 clasificados de forma directa y 3 provenientes de la Etapa Clasificatoria. Estos 24 equipos fueron divididos en seis zonas de cuatro equipos cada una, las cuales se resolvieron a través del sistema de todos contra todos a una sola ronda, alternando encuentros de local y de visitante. Se utilizó el sistema de puntos bonus, otorgando 4 puntos por partido ganado, 2 por empatado, 0 por perdido, 1 punto bonus por marcar cuatro tries o más y 1 punto bonus por perder por siete puntos o menos. Los ganadores de las seis zonas y los dos mejores segundos clasificaron a la fase final.
Fase final
La fase final se disputó a eliminación directa en tres rondas: cuartos de final, semifinales y final. Los llaves fueron a una sola ronda con la localía siendo definida por sorteo, a excepción de la final, la cual fue definida en campo de juego neutral.

## Etapa Clasificatoria

### Zona Norte
|  | Semifinales         | Semifinales         | Semifinales         |                     |            | Final      | Final      | Final      |  |
|  | 9 de abril          | 9 de abril          | 9 de abril          |                     |            | 21 de mayo | 21 de mayo | 21 de mayo |  |
|  |                     |                     |                     |                     |            |            |            |            |  |
|  |                     |                     |                     |                     |            |            |            |            |  |
|  | Cardenales          | Cardenales          | 60                  |                     |            |            |            |            |  |
|  | Cardenales          | Cardenales          | 60                  |                     |            |            |            |            |  |
|  | Taragüy             | Taragüy             | 15                  |                     |            |            |            |            |  |
|  | Taragüy             | Taragüy             | 15                  |                     | Cardenales | Cardenales | 33         |            |  |
|  |                     |                     |                     |                     | Cardenales | Cardenales | 33         |            |  |
|  |                     |                     | Tucumán Lawn Tennis | Tucumán Lawn Tennis | 20         |            |            |            |  |
|  | Palermo Bajo        | Palermo Bajo        | Tucumán Lawn Tennis | Tucumán Lawn Tennis | 20         | 22         |            |            |  |
|  | Palermo Bajo        | Palermo Bajo        |                     |                     |            | 22         |            |            |  |
|  | Tucumán Lawn Tennis | Tucumán Lawn Tennis | 28                  |                     |            |            |            |            |  |
|  | Tucumán Lawn Tennis | Tucumán Lawn Tennis | 28                  |                     |            |            |            |            |  |
|  |                     |                     |                     |                     |            |            |            |            |  |

| 9 de abril | Cardenales | 60 - 15 | Taragüy |  |  |
|            |            | Reporte |         |  |  |

| 9 de abril | Palermo Bajo | 22 - 28 | Tucumán Lawn Tennis |  |  |
|            |              | Reporte |                     |  |  |

| 21 de mayo | Cardenales | 33 - 20 | Tucumán Lawn Tennis |  |  |
|            |            | Reporte |                     |  |  |

### Zona Centro
|  | Semifinales       | Semifinales       | Semifinales |           |                   | Final             | Final      | Final      |  |
|  | 9 de abril        | 9 de abril        | 9 de abril  |           |                   | 21 de mayo        | 21 de mayo | 21 de mayo |  |
|  |                   |                   |             |           |                   |                   |            |            |  |
|  |                   |                   |             |           |                   |                   |            |            |  |
|  | Universitario (R) | Universitario (R) | 18          |           |                   |                   |            |            |  |
|  | Universitario (R) | Universitario (R) | 18          |           |                   |                   |            |            |  |
|  | Santa Fe RC       | Santa Fe RC       | 15          |           |                   |                   |            |            |  |
|  | Santa Fe RC       | Santa Fe RC       | 15          |           | Universitario (R) | Universitario (R) | 24         |            |  |
|  |                   |                   |             |           | Universitario (R) | Universitario (R) | 24         |            |  |
|  |                   |                   | Huirapuca   | Huirapuca | 17                |                   |            |            |  |
|  | Huirapuca         | Huirapuca         | Huirapuca   | Huirapuca | 17                | 39                |            |            |  |
|  | Huirapuca         | Huirapuca         |             |           |                   | 39                |            |            |  |
|  | Mendoza RC        | Mendoza RC        | 38          |           |                   |                   |            |            |  |
|  | Mendoza RC        | Mendoza RC        | 38          |           |                   |                   |            |            |  |
|  |                   |                   |             |           |                   |                   |            |            |  |

| 9 de abril | Universitario (R) | 18 - 15 | Santa Fe RC |                                            |                                            |
|            |                   | Reporte |             | Árbitro(s): Federico Cuesta (Buenos Aires) | Árbitro(s): Federico Cuesta (Buenos Aires) |

| 9 de abril | Huirapuca | 39 - 38 | Mendoza RC |  |  |
|            |           | Reporte |            |  |  |

| 21 de mayo | Universitario (R) | 24 - 17 | Huirapuca |                                     |                                     |
|            |                   | Reporte |           | Árbitro(s): Daniel Jabase (Córdoba) | Árbitro(s): Daniel Jabase (Córdoba) |

### Zona Sur
|  | Semifinales        | Semifinales        | Semifinales       |                   |         | Final      | Final      | Final      |  |
|  | 9 y 10 de abril    | 9 y 10 de abril    | 9 y 10 de abril   |                   |         | 21 de mayo | 21 de mayo | 21 de mayo |  |
|  |                    |                    |                   |                   |         |            |            |            |  |
|  |                    |                    |                   |                   |         |            |            |            |  |
|  | Duendes            | Duendes            | 72                |                   |         |            |            |            |  |
|  | Duendes            | Duendes            | 72                |                   |         |            |            |            |  |
|  | Mar del Plata Club | Mar del Plata Club | 24                |                   |         |            |            |            |  |
|  | Mar del Plata Club | Mar del Plata Club | 24                |                   | Duendes | Duendes    | 71         |            |  |
|  |                    |                    |                   |                   | Duendes | Duendes    | 71         |            |  |
|  |                    |                    | Sociedad Sportiva | Sociedad Sportiva | 21      |            |            |            |  |
|  | Sociedad Sportiva  | Sociedad Sportiva  | Sociedad Sportiva | Sociedad Sportiva | 21      | G.P.       |            |            |  |
|  | Sociedad Sportiva  | Sociedad Sportiva  |                   |                   |         | G.P.       |            |            |  |
|  | Patoruzú           | Patoruzú           | P.P.              |                   |         |            |            |            |  |
|  | Patoruzú           | Patoruzú           | P.P.              |                   |         |            |            |            |  |
|  |                    |                    |                   |                   |         |            |            |            |  |

| 9 de abril | Duendes | 72 - 24 | Mar del Plata Club |                                            |                                            |
|            |         | Reporte |                    | Árbitro(s): Víctor Rabuffetti (Entre Ríos) | Árbitro(s): Víctor Rabuffetti (Entre Ríos) |

| 10 de abril | Sociedad Sportiva | G.P. - P.P. | Patoruzú |  |  |
|             |                   | Reporte     |          |  |  |

| 21 de mayo | Duendes | 71 - 21 | Sociedad Sportiva |  |  |
|            |         | Reporte |                   |  |  |

### Clasificación
Los ganadores de cada zona clasificaron a la fase de grupos del torneo, mientras que los demás equipos continuaron su campaña en el Nacional de Clubes - Zona Ascenso. El finalista de la Zona Norte, Tucumán Lawn Tennis Club, también clasificó a la fase de grupos debido a la repentina deserción de Los Tilos.
| Clasifica a Nacional de Clubes | Clasifica a Nacional de Clubes B |
| ------------------------------ | -------------------------------- |
| Duendes                        | Huirapuca                        |
| Universitario (R)              | Sociedad Sportiva                |
| Cardenales                     | Taragüy                          |
| Tucumán Lawn Tennis            | Palermo Bajo                     |
|                                | Santa Fe RC                      |
| Mendoza RC                     |                                  |
| Mar del Plata Club             |                                  |
| Patoruzú                       |                                  |

## Equipos participantes
Originalmente, debían participar de este torneo veinticuatro equipos, doce clubes de la URBA y doce clubes "del interior". De los veinticuatro equipos, veintiuno clasificarían de forma directa y tres clasificarían a través de la Etapa Clasificatoria. Sin embargo, debido a la deserción de uno de los clubes de la URBA (Los Tilos), un décimo-tercer equipo "del interior" (Tucumán Lawn Tennis) tomó su lugar, proveniente de la Etapa Clasificatoria.
| Club                           | Torneo                                   | Unión de origen                 |
| ------------------------------ | ---------------------------------------- | ------------------------------- |
| Alumni                         | Torneo de la URBA (11 equipos)           | Unión de Rugby de Buenos Aires  |
| CASI                           | Torneo de la URBA (11 equipos)           | Unión de Rugby de Buenos Aires  |
| Champagnat                     | Torneo de la URBA (11 equipos)           | Unión de Rugby de Buenos Aires  |
| CUBA                           | Torneo de la URBA (11 equipos)           | Unión de Rugby de Buenos Aires  |
| Hindú                          | Torneo de la URBA (11 equipos)           | Unión de Rugby de Buenos Aires  |
| La Plata Rugby Club            | Torneo de la URBA (11 equipos)           | Unión de Rugby de Buenos Aires  |
| Pucará                         | Torneo de la URBA (11 equipos)           | Unión de Rugby de Buenos Aires  |
| Pueyrredón                     | Torneo de la URBA (11 equipos)           | Unión de Rugby de Buenos Aires  |
| Regatas de Bella Vista         | Torneo de la URBA (11 equipos)           | Unión de Rugby de Buenos Aires  |
| San Isidro Club                | Torneo de la URBA (11 equipos)           | Unión de Rugby de Buenos Aires  |
| San Luis                       | Torneo de la URBA (11 equipos)           | Unión de Rugby de Buenos Aires  |
| Duendes Rugby Club             | Torneo Regional del Litoral (4 equipos)  | Unión de Rugby de Rosario       |
| Gimnasia y Esgrima de Rosario  | Torneo Regional del Litoral (4 equipos)  | Unión de Rugby de Rosario       |
| Jockey Club de Rosario         | Torneo Regional del Litoral (4 equipos)  | Unión de Rugby de Rosario       |
| Universitario de Rosario       | Torneo Regional del Litoral (4 equipos)  | Unión de Rugby de Rosario       |
| Cardenales                     | Torneo Regional del Noroeste (4 equipos) | Unión de Rugby de Tucumán       |
| Los Tarcos                     | Torneo Regional del Noroeste (4 equipos) | Unión de Rugby de Tucumán       |
| Tucumán Lawn Tennis Club       | Torneo Regional del Noroeste (4 equipos) | Unión de Rugby de Tucumán       |
| Universitario de Tucumán       | Torneo Regional del Noroeste (4 equipos) | Unión de Rugby de Tucumán       |
| Córdoba Athletic               | Torneo de Córdoba (4 equipos)            | Unión Cordobesa de Rugby        |
| La Tablada                     | Torneo de Córdoba (4 equipos)            | Unión Cordobesa de Rugby        |
| Tala Rugby Club                | Torneo de Córdoba (4 equipos)            | Unión Cordobesa de Rugby        |
| Los Tordos                     | Torneo Regional del Oeste                | Unión de Rugby de Cuyo          |
| Universitario de Mar del Plata | Torneo de la URMDP                       | Unión de Rugby de Mar del Plata |

Newman, otro club de la URBA, también desistió de participar de este torneo. Sin embargo, al anunciar su renuncia con mayor anticipación, este pudo ser reemplazado por otro equipo de la URBA, el siguiente mejor clasificado, Pucará.

### Distribución geográfica de los equipos
| Jurisdicción              | Cant. | Equipos                                                                                        |
| ------------------------- | ----- | ---------------------------------------------------------------------------------------------- |
| Provincia de Buenos Aires | 10    | San Luis, SIC, Regatas, Alumni, Hindú, La Plata, CASI, Pueyrredon, Pucará, Universitario (MDP) |
| Provincia de Tucumán      | 4     | Tarcos, Universitario (T), Cardenales, Lawn Tennis                                             |
| Provincia de Santa Fe     | 4     | GER, Universitario (R), Duendes, Jockey (R)                                                    |
| Provincia de Córdoba      | 3     | Tala, La Tablada, Córdoba Athletic                                                             |
| Ciudad de Buenos Aires    | 2     | CUBA, Champagnat                                                                               |
| Provincia de Mendoza      | 1     | Los Tordos                                                                                     |

## Primera fase

### Zona 1
| Pos. | Equipos           | Partidos | Partidos | Partidos | Tantos | Tantos | Tantos | Pts. |
| Pos. | Equipos           | G        | E        | P        | PF     | PC     | DP     | Pts. |
| ---- | ----------------- | -------- | -------- | -------- | ------ | ------ | ------ | ---- |
| 1.°  | Universitario (T) | 3        | 0        | 0        | 91     | 61     | +30    | 13   |
| 2.°  | San Isidro Club   | 2        | 0        | 1        | 149    | 33     | +116   | 11   |
| 3.°  | Córdoba Athletic  | 1        | 0        | 2        | 76     | 103    | -27    | 5    |
| 4.°  | Pucará            | 0        | 0        | 3        | 59     | 178    | -119   | 3    |

|  | Clasifica a cuartos de final     |
|  | Clasifican como mejores segundos |

| 25 de junio | San Isidro Club | 101 - 0 | Pucará |                                              |                                              |
|             |                 | Reporte |        | Árbitro(s): Francisco Lamolla (Buenos Aires) | Árbitro(s): Francisco Lamolla (Buenos Aires) |

| 25 de junio | Córdoba Athletic | 18 - 39 | Universitario (T) |                                            |                                            |
|             |                  | Reporte |                   | Árbitro(s): Marcelo Toscano (Buenos Aires) | Árbitro(s): Marcelo Toscano (Buenos Aires) |

| 6 de agosto | Universitario (T) | 19 - 14 | San Isidro Club |                                     |                                     |
|             |                   | Reporte |                 | Árbitro(s): Daniel Jabase (Córdoba) | Árbitro(s): Daniel Jabase (Córdoba) |

| 6 de agosto | Córdoba Athletic | 44 - 30 | Pucará |                                    |                                    |
|             |                  | Reporte |        | Árbitro(s): Omar Alcocer (Tucumán) | Árbitro(s): Omar Alcocer (Tucumán) |

| 10 de septiembre | San Isidro Club | 34 - 14 | Córdoba Athletic |                                         |                                         |
|                  |                 | Reporte |                  | Árbitro(s): Martín Rodríguez (Santa Fe) | Árbitro(s): Martín Rodríguez (Santa Fe) |

| 10 de septiembre | Pucará | 29 - 33 | Universitario (T) |                                        |                                        |
|                  |        | Reporte |                   | Árbitro(s): Raúl Sauro (Mar del Plata) | Árbitro(s): Raúl Sauro (Mar del Plata) |

### Zona 2
| Pos. | Equipos             | Partidos | Partidos | Partidos | Tantos | Tantos | Tantos | Pts. |
| Pos. | Equipos             | G        | E        | P        | PF     | PC     | DP     | Pts. |
| ---- | ------------------- | -------- | -------- | -------- | ------ | ------ | ------ | ---- |
| 1.°  | Alumni              | 3        | 0        | 0        | 113    | 41     | +72    | 14   |
| 2.°  | Jockey Club (R)     | 1        | 0        | 2        | 76     | 75     | +1     | 7    |
| 3.°  | Universitario (MDP) | 1        | 0        | 2        | 51     | 94     | -43    | 5    |
| 4.°  | Tucumán Lawn Tennis | 1        | 0        | 2        | 57     | 87     | -30    | 5    |

|  | Clasifica a cuartos de final     |
|  | Clasifican como mejores segundos |

| 25 de junio | Alumni | 39 - 14 | Tucumán Lawn Tennis |                                        |                                        |
|             |        | Reporte |                     | Árbitro(s): Raúl Sauro (Mar del Plata) | Árbitro(s): Raúl Sauro (Mar del Plata) |

| 25 de junio | Universitario (MDP) | 22 - 30 | Jockey Club (R) |                                                  |                                                  |
|             |                     | Reporte |                 | Árbitro(s): Cristián Sánchez Ruiz (Buenos Aires) | Árbitro(s): Cristián Sánchez Ruiz (Buenos Aires) |

| 6 de agosto | Jockey Club (R) | 22 - 27 | Alumni |                                             |                                             |
|             |                 | Reporte |        | Árbitro(s): Ricardo Ponce de León (Tucumán) | Árbitro(s): Ricardo Ponce de León (Tucumán) |

| 6 de agosto | Universitario (MDP) | 24 - 17 | Tucumán Lawn Tennis |                                         |                                         |
|             |                     | Reporte |                     | Árbitro(s): Pablo Deluca (Buenos Aires) | Árbitro(s): Pablo Deluca (Buenos Aires) |

| 10 de septiembre | Alumni | 47 - 5  | Universitario (MDP) |                                      |                                      |
|                  |        | Reporte |                     | Árbitro(s): Javier Mancuso (Córdoba) | Árbitro(s): Javier Mancuso (Córdoba) |

| 10 de septiembre | Tucumán Lawn Tennis | 26 - 24 | Jockey Club (R) |                                             |                                             |
|                  |                     | Reporte |                 | Árbitro(s): Roberto Martínez (Buenos Aires) | Árbitro(s): Roberto Martínez (Buenos Aires) |

### Zona 3
| Pos. | Equipos    | Partidos | Partidos | Partidos | Tantos | Tantos | Tantos | Pts. |
| Pos. | Equipos    | G        | E        | P        | PF     | PC     | DP     | Pts. |
| ---- | ---------- | -------- | -------- | -------- | ------ | ------ | ------ | ---- |
| 1.°  | Hindú      | 3        | 0        | 0        | 183    | 57     | +126   | 15   |
| 2.°  | La Tablada | 1        | 1        | 1        | 85     | 76     | +9     | 8    |
| 3.°  | Pueyrredón | 1        | 1        | 1        | 43     | 136    | -93    | 6    |
| 4.°  | Los Tordos | 0        | 0        | 3        | 69     | 111    | -42    | 1    |

|  | Clasifica a cuartos de final     |
|  | Clasifican como mejores segundos |

| 25 de junio | La Tablada | 26 - 36 | Hindú |                                            |                                            |
|             |            | Reporte |       | Árbitro(s): Víctor Rabuffetti (Entre Ríos) | Árbitro(s): Víctor Rabuffetti (Entre Ríos) |

| 26 de junio | Los Tordos | 15 - 26 | Pueyrredón |                                      |                                      |
|             |            | Reporte |            | Árbitro(s): Javier Mancuso (Córdoba) | Árbitro(s): Javier Mancuso (Córdoba) |

| 6 de agosto | Hindú | 43 - 31 | Los Tordos |                                       |                                       |
|             |       | Reporte |            | Árbitro(s): Eduardo Blengio (Uruguay) | Árbitro(s): Eduardo Blengio (Uruguay) |

| 6 de agosto | Pueyrredón | 17 - 17 | La Tablada |                                        |                                        |
|             |            | Reporte |            | Árbitro(s): Santiago Slinger (Uruguay) | Árbitro(s): Santiago Slinger (Uruguay) |

| 10 de septiembre | Hindú | 104 - 0 | Pueyrredón |                                         |                                         |
|                  |       | Reporte |            | Árbitro(s): Pablo Deluca (Buenos Aires) | Árbitro(s): Pablo Deluca (Buenos Aires) |

| 10 de septiembre | Los Tordos | 23 - 42 | La Tablada |                                       |                                       |
|                  |            | Reporte |            | Árbitro(s): Gastón Pedraza (San Juan) | Árbitro(s): Gastón Pedraza (San Juan) |

### Zona 4
| Pos. | Equipos                | Partidos | Partidos | Partidos | Tantos | Tantos | Tantos | Pts. |
| Pos. | Equipos                | G        | E        | P        | PF     | PC     | DP     | Pts. |
| ---- | ---------------------- | -------- | -------- | -------- | ------ | ------ | ------ | ---- |
| 1.°  | CASI                   | 3        | 0        | 0        | 150    | 62     | +88    | 15   |
| 2.°  | Duendes                | 2        | 0        | 1        | 68     | 70     | -2     | 9    |
| 3.°  | La Plata RC            | 1        | 0        | 2        | 67     | 91     | -24    | 6    |
| 4.°  | Gimnasia y Esgrima (R) | 0        | 0        | 3        | 43     | 105    | -62    | 0    |

|  | Clasifica a cuartos de final     |
|  | Clasifican como mejores segundos |

| 25 de junio | Gimnasia y Esgrima (R) | 6 - 33  | Duendes |                                         |                                         |
|             |                        | Reporte |         | Árbitro(s): Pablo Deluca (Buenos Aires) | Árbitro(s): Pablo Deluca (Buenos Aires) |

| 25 de junio | La Plata RC | 29 - 52 | CASI |                                            |                                            |
|             |             | Reporte |      | Árbitro(s): Leonardo Borghi (Buenos Aires) | Árbitro(s): Leonardo Borghi (Buenos Aires) |

| 6 de agosto | CASI | 46 - 23 | Gimnasia y Esgrima (R) |                                 |                                 |
|             |      | Reporte |                        | Árbitro(s): Javier Ramos (Cuyo) | Árbitro(s): Javier Ramos (Cuyo) |

| 6 de agosto | La Plata RC | 12 - 25 | Duendes |                                      |                                      |
|             |             | Reporte |         | Árbitro(s): Javier Mancuso (Córdoba) | Árbitro(s): Javier Mancuso (Córdoba) |

| 10 de septiembre | Gimnasia y Esgrima (R) | 14 - 26 | La Plata RC |                                     |                                     |
|                  |                        | Reporte |             | Árbitro(s): Daniel Araque (Austral) | Árbitro(s): Daniel Araque (Austral) |

| 10 de septiembre | Duendes | 10 - 52 | CASI |                                     |                                     |
|                  |         | Reporte |      | Árbitro(s): Daniel Jabase (Córdoba) | Árbitro(s): Daniel Jabase (Córdoba) |

### Zona 5
| Pos. | Equipos    | Partidos | Partidos | Partidos | Tantos | Tantos | Tantos | Pts. |
| Pos. | Equipos    | G        | E        | P        | PF     | PC     | DP     | Pts. |
| ---- | ---------- | -------- | -------- | -------- | ------ | ------ | ------ | ---- |
| 1.°  | CUBA       | 3        | 0        | 0        | 91     | 51     | +40    | 14   |
| 2.°  | Los Tarcos | 2        | 0        | 1        | 52     | 56     | -4     | 8    |
| 3.°  | Cardenales | 1        | 0        | 2        | 65     | 63     | +2     | 6    |
| 4.°  | Champagnat | 0        | 0        | 3        | 48     | 86     | -38    | 1    |

|  | Clasifica a cuartos de final     |
|  | Clasifican como mejores segundos |

| 25 de junio | Los Tarcos | 21 - 11 | Cardenales |                                      |                                      |
|             |            | Reporte |            | Árbitro(s): Marcelo Abdala (Tucumán) | Árbitro(s): Marcelo Abdala (Tucumán) |

| 25 de junio | Champagnat | 17 - 35 | CUBA |                                                 |                                                 |
|             |            | Reporte |      | Árbitro(s): Juan Martín Laurelli (Buenos Aires) | Árbitro(s): Juan Martín Laurelli (Buenos Aires) |

| 6 de agosto | CUBA | 38 - 17 | Los Tarcos |                                            |                                            |
|             |      | Reporte |            | Árbitro(s): Víctor Rabuffetti (Entre Ríos) | Árbitro(s): Víctor Rabuffetti (Entre Ríos) |

| 6 de agosto | Champagnat | 24 - 37 | Cardenales |                                    |                                    |
|             |            | Reporte |            | Árbitro(s): Sergio Tizón (Rosario) | Árbitro(s): Sergio Tizón (Rosario) |

| 10 de septiembre | Los Tarcos | 14 - 7  | Champagnat |                                    |                                    |
|                  |            | Reporte |            | Árbitro(s): Mauro Rivera (Rosario) | Árbitro(s): Mauro Rivera (Rosario) |

| 10 de septiembre | Cardenales | 17 - 18 | CUBA |                                            |                                            |
|                  |            | Reporte |      | Árbitro(s): Víctor Rabuffetti (Entre Ríos) | Árbitro(s): Víctor Rabuffetti (Entre Ríos) |

### Zona 6
| Pos. | Equipos           | Partidos | Partidos | Partidos | Tantos | Tantos | Tantos | Pts. |
| Pos. | Equipos           | G        | E        | P        | PF     | PC     | DP     | Pts. |
| ---- | ----------------- | -------- | -------- | -------- | ------ | ------ | ------ | ---- |
| 1.°  | San Luis          | 2        | 0        | 1        | 75     | 58     | +17    | 10   |
| 2.°  | Universitario (R) | 2        | 0        | 1        | 83     | 48     | +35    | 10   |
| 3.°  | Tala              | 1        | 0        | 2        | 69     | 90     | -21    | 6    |
| 4.°  | Regatas BV        | 1        | 0        | 2        | 75     | 106    | -31    | 5    |

|  | Clasifica a cuartos de final     |
|  | Clasifican como mejores segundos |

| 25 de junio | Regatas BV | 23 - 36 | San Luis |                                            |                                            |
|             |            | Reporte |          | Árbitro(s): Miguel Sandoval (Buenos Aires) | Árbitro(s): Miguel Sandoval (Buenos Aires) |

| 25 de junio | Tala | 12 - 35 | Universitario (R) |                                    |                                    |
|             |      | Reporte |                   | Árbitro(s): Omar Alcocer (Tucumán) | Árbitro(s): Omar Alcocer (Tucumán) |

| 6 de agosto | San Luis | 15 - 20 | Tala |                                         |                                         |
|             |          | Reporte |      | Árbitro(s): Martín Rodríguez (Santa Fe) | Árbitro(s): Martín Rodríguez (Santa Fe) |

| 6 de agosto | Regatas BV | 12 - 33 | Universitario (R) |                                         |                                         |
|             |            | Reporte |                   | Árbitro(s): Marcelo Domínguez (Córdoba) | Árbitro(s): Marcelo Domínguez (Córdoba) |

| 10 de septiembre | Tala | 37 - 40 | Regatas BV |                                  |                                  |
|                  |      | Reporte |            | Árbitro(s): Andrés Ramos (Cuyoo) | Árbitro(s): Andrés Ramos (Cuyoo) |

| 10 de septiembre | Universitario (R) | 15 - 24 | San Luis |                                             |                                             |
|                  |                   | Reporte |          | Árbitro(s): Ricardo Ponce de León (Tucumán) | Árbitro(s): Ricardo Ponce de León (Tucumán) |

## Tabla segundos
Los dos mejores segundos durante la fase de grupos clasificaron a los cuartos de final. Para determinar el ordenamiento entre los mejores segundos se aplicó el artículo 58º del Reglamento Nacional de Competencias de la UAR.
| Equipo            | Encuentros | Encuentros | Encuentros | Encuentros | Dif. | Pts. |
| Equipo            | PJ         | PG         | PE         | PP         | Dif. | Pts. |
| ----------------- | ---------- | ---------- | ---------- | ---------- | ---- | ---- |
| San Isidro Club   | 3          | 2          | 0          | 1          | +116 | 11   |
| Universitario (R) | 3          | 2          | 0          | 1          | +35  | 10   |
| Duendes           | 3          | 2          | 0          | 1          | -2   | 9    |
| La Tablada        | 3          | 1          | 1          | 1          | +9   | 8    |
| Los Tarcos        | 3          | 2          | 0          | 1          | -4   | 8    |
| Jockey Club (R)   | 3          | 1          | 0          | 2          | +1   | 7    |

## Fase final
|  | Cuartos de final     | Cuartos de final     |                   |                   | Semifinales     | Semifinales     |  |       | Final           | Final           |  |
|  | 12 y 13 de noviembre | 12 y 13 de noviembre |                   |                   | 19 de noviembre | 19 de noviembre |  |       | 26 de noviembre | 26 de noviembre |  |
|  |                      |                      |                   |                   |                 |                 |  |       |                 |                 |  |
|  |                      |                      |                   |                   |                 |                 |  |       |                 |                 |  |
|  | Hindú                | 23                   |                   |                   |                 |                 |  |       |                 |                 |  |
|  | Hindú                | 23                   |                   |                   |                 |                 |  |       |                 |                 |  |
|  | San Isidro Club      | 17                   |                   |                   |                 |                 |  |       |                 |                 |  |
|  | San Isidro Club      | 17                   |                   | Hindú             | 28              |                 |  |       |                 |                 |  |
|  |                      |                      |                   | Hindú             | 28              |                 |  |       |                 |                 |  |
|  |                      |                      | Universitario (T) | 25                |                 |                 |  |       |                 |                 |  |
|  | Universitario (T)    | 35                   | Universitario (T) | 25                |                 |                 |  |       |                 |                 |  |
|  | Universitario (T)    | 35                   |                   |                   |                 |                 |  |       |                 |                 |  |
|  | Alumni               | 27                   |                   |                   |                 |                 |  |       |                 |                 |  |
|  | Alumni               | 27                   |                   |                   |                 |                 |  | Hindú | 17              |                 |  |
|  |                      |                      |                   |                   |                 |                 |  | Hindú | 17              |                 |  |
|  |                      |                      | San Luis          | 13                |                 |                 |  |       |                 |                 |  |
|  | CASI                 | 16                   | San Luis          | 13                |                 |                 |  |       |                 |                 |  |
|  | CASI                 | 16                   |                   |                   |                 |                 |  |       |                 |                 |  |
|  | Universitario (R)    | 22                   |                   |                   |                 |                 |  |       |                 |                 |  |
|  | Universitario (R)    | 22                   |                   | Universitario (R) | 23              |                 |  |       |                 |                 |  |
|  |                      |                      |                   | Universitario (R) | 23              |                 |  |       |                 |                 |  |
|  |                      |                      | San Luis          | 27                |                 |                 |  |       |                 |                 |  |
|  | CUBA                 | 16                   | San Luis          | 27                |                 |                 |  |       |                 |                 |  |
|  | CUBA                 | 16                   |                   |                   |                 |                 |  |       |                 |                 |  |
|  | San Luis             | 39                   |                   |                   |                 |                 |  |       |                 |                 |  |
|  | San Luis             | 39                   |                   |                   |                 |                 |  |       |                 |                 |  |
|  |                      |                      |                   |                   |                 |                 |  |       |                 |                 |  |

### Cuartos de final
| 13 de noviembre | Hindú | 23 - 17 | San Isidro Club |                                            |                                            |
|                 |       | Reporte |                 | Árbitro(s): Leonardo Borghi (Buenos Aires) | Árbitro(s): Leonardo Borghi (Buenos Aires) |

| 12 de noviembre | Universitario (T) | 35 - 27 | Alumni |                                     |                                     |
|                 |                   | Reporte |        | Árbitro(s): Tom Beddow (Inglaterra) | Árbitro(s): Tom Beddow (Inglaterra) |

| 12 de noviembre | CASI | 16 - 22 | Universitario (R) |                                       |                                       |
|                 |      | Reporte |                   | Árbitro(s): Andrew Small (Inglaterra) | Árbitro(s): Andrew Small (Inglaterra) |

| 12 de noviembre | CUBA | 16 - 39 | San Luis |                                            |                                            |
|                 |      | Reporte |          | Árbitro(s): Marcelo Toscano (Buenos Aires) | Árbitro(s): Marcelo Toscano (Buenos Aires) |

### Semifinales
| 19 de noviembre | Hindú | 28 - 25 | Universitario (T) |                                       |                                       |
|                 |       | Reporte |                   | Árbitro(s): Andrew Small (Inglaterra) | Árbitro(s): Andrew Small (Inglaterra) |

| 19 de noviembre | Universitario (R) | 23 - 27 | San Luis |                                     |                                     |
|                 |                   | Reporte |          | Árbitro(s): Tim Beddow (Inglaterra) | Árbitro(s): Tim Beddow (Inglaterra) |

### Final
| 26 de noviembre | Hindú | 17 - 13 | San Luis | Arelauquen Country & Golf Club, Bariloche  |                                            |
|                 |       | Reporte |          | Árbitro(s): Marcelo Toscano (Buenos Aires) | Árbitro(s): Marcelo Toscano (Buenos Aires) |

| Bandera de la Provincia de Buenos Aires |
| Hindú Campeón                           |
| Cuarto título                           |
|                                         |